# João Cabral de Melo Neto
João Cabral de Melo Neto (Recife, Pernambuco, 9 de gener de 1920 – Rio de Janeiro, 9 d'octubre de 1999) fou un poeta, assagista i diplomàtic brasiler.

## Biografia
Era fill cabaler d'una família benestant. Germà de l'historiador Evaldo Cabral de Melo, cosí del sociòleg Gilberto Freyre i dels poetes Manuel Bandeira (1886–1968) i Mauro Mota (1911-1984). Fins als deu anys viu a les plantacions de sucre familiars a São Lourenço da Mata e Moreno, a la Zona de Mata de Pernambuco. El seu caràcter tímid i malaltís i la impressió que de molt jove li causà la devastació de la plantació de sucre familiar per part dels treballadors resultarien determinants per a la seva vida i la seva obra. De tornada a Recife, estudia al col·legi de maristes fins al 1935. Als 22 anys, després de fer amistat amb el poeta Joaquim Cardozo i amb el pintor Vicente do Rego Monteiro, decideix establir-se a Rio de Janeiro. El 1941, participa del Primeiro Congresso de Poesia do Recife llegint l'opúscle "Considerações sobre o Poeta Dormindo". El 1942 publica la seva primera col·lecció de poemes, el llibre Pedra do Sono, on predomina una vaga atmosfera de surrealisme i absurd, encara que el crític literari Antonio Candido va veure elements d'una estètica constructivista en la seva poesia.
El 1945 inicia la seva carrera diplomàtica, que el portarà a passar la major part de la seva vida fora del Brasil, a Europa (Barcelona, Londres, Sevilla, Marsella, Madrid, Ginebra, Berna, Porto), a l'Àfrica (Dakar), i a l'Amèrica Llatina (Asunción, Quito, Tegucigalpa) – fins a la seva jubilació, el 1990.
Cabral va estar sempre molt interessat en les arts plàstiques i gràfiques. El 1947, en la seva estada professional a Barcelona, adquireix una impressora tipogràfica artesanal, amb la qual edita llibres de poetes amics brasilers, catalans i espanyols, a més dels seus propis poemes, com és el cas de Psicologia de la composició. En aquesta ciutat conreà una forta amistat amb Joan Miró, a qui dedicà un importantíssim assaig, i de tot el grup Dau al Set, al qual dotà d'un fort contingut ideològic a partir del seu marxisme de caràcter humanista. També va construir un fort vincle amb Joan Brossa, al qual influí decisivament en la seva obra i en el seu pensament estètic, tot provocant-li un tomb copernicà vers la quotidianitat, la comunicació com a element central de la poesia i l'interés i el compromís politicosocial. El llibre que marca aquest tomb del poeta català, Em va fer Joan Brossa (1951), va estar prologat i editat per Cabral de Melo. L'any 1993, a Rio de Janeiro, en el curs d'una trobada anomenada "Os Três Joões", els màxims representants de les avantguardes brasileres l'homenatjaren juntament amb John Ashbery i Joan Brossa.
La seva obra literària es farà més coneguda a partir de l'estrena de Morte e vida severina, peça basada en un poeta homònim, representada a São Paulo el 1965 pel grup del Teatro da Universidade Católica (Tuca) i musicalitzada pel músic i compositor Chico Buarque. En aquesta obra el poeta explica la vida miserable de Severino, paisà de la regió àrida de Pernambuco. Aquest poema dramàtic li va valdre la seva consagració literària.
Es va casar dues vegades. El primer matrimoni fou amb Maria Stella Barbosa, amb qui va tenir cinc fills. El segon amb l'escriptora Maria Marly de Oliveira. João Cabral de Melo Neto va morir a Rio de Janeiro, el dia 9 d'octubre de 1999, a causa d'un atac cardíac.
Rebé els premis Moinho (1984), Camões (1990), Neustadt International Prize (1992) i el Reina Sofía de Literatura Iberoamericana (1994). L'any 1969 havia estat nomenat acadèmic de l'Academia Brasileira de Letras. Candidat recurrent al premi Nobel, és considerat el poeta brasiler més important del segle xx.

## Obra i estil
Se l'ha situat habitualment entre els representants de l'anomenada “Generació del 45”. Aquesta es basava en un retorn a l'ordre, entès com una restauració neo-tradicionalista d'un lirisme refinat. Joao Cabral, per la seva banda, se situava dins la tradició de les avantguardes franceses, especialment en la línia estètica marcada pel pensament de Paul Valéry i Mallarmé. De les avantguardes anomenades històriques, beu de la poesia surrealista –influència notable a les seves primeres obres, que a poc a poc anirà perdent–, del cubisme i el constructivisme. En aquest sentit, artistes com Le Corbusier o Mondrian esdevenen referències clau en la seva obra. Una altra gran tendència dins la seva obra extensa i multívoca és la poesia de caràcter social i popular, de base regionalista i amb un fort caràcter crític.
Cabral de Melo va ser reconegut com un dels mestres de la jova generació concretista. Tot i que el seu deute amb el surrealisme és innegable, especialment notable en la seva primera obra Pedra do sono (1942), el poeta s'anirà alliberant gradualment, a partir de les obres posteriors, d'aquesta “dicció nocturna i mòrdida”, per tendir cap a l'objectivisme, l'ordre i la construcció racional dels poemes. Aquest principi ordenador es revela en el treball i en l'organització de les imatges entorn objectes precisos. Els objectes actuen com a elements mediadors, que contenen i controlen les referències al jo líric.
Això ja és visible en el seu segon llibre de poemes, Os Três Mal-amados (1943), però es fixarà del tot al tercer llibre, O Engenheiro (1945), on trobem una llenguatge sec i auster, privat de sentimentalisme i discursivitat retòrica accessòria. És una poesia hostil a la inspiració, a tot allò irracional. Una nova objectivitat, basada en l'edificació algebraica del poema dins una llengua nua. I sobretot un rebuig envers una poesia on la composició estigui subordinada a la idea d'inspiració. És aquest caràcter, podríem dir, anti-romàntic o anti-líric, el que defineix la seva poètica des d'aleshores. Una ruptura amb el lirisme – entenent per això el caràcter confessional, sentimental i psicologista de la poesia moderna– per la via d'una poesia del concret, per un esborrament de tot allò subjectiu, de l'expressió íntima, de les emocions i els sentiments d'un jo. Aquest és el gest fonamental de la poètica de Cabral: la supressió de la figura del subjecte individual i psicològic de l'estructura textual mitjançant un llenguatge despullat, però mediat sempre per l'autorreferencialitat.
Joao Cabral defensarà l'esforç conscient en l'exercici de la literatura i especialment en la creació poètica (Psicologia de la composició, 1947; Educació per la pedra, 1966), com un treball artesanal amb el llenguatge, dirigit cap a la comunicació. “Necessito veure la meva escriptura construint el vers. Escric com qui construeix una casa.” La insistència en la funció comunicativa de la poesia és constant en la seva obra i va lligat al seu compromís étic i social i al seu posicionament crític. Tot i així, el deure comunicatiu de la poesia no ha de caure en la submisissió al fàcil consum de la indústria de masses. En una entrevista al diari Folha de S. Paulo, del 22 de maig de 1994, Cabral afirma: «Yo busco un lenguaje en el que el lector tropiece, no un lenguaje en el que se deslice […] Busco hacer una poesía que no sea asfaltada, que sea empedrada, en la que el lector vaya tropezando y no se duerma ni sea mecido.». És a dir, es tracta d'una comunicabilitat crítica, impregnada per l'experiència social i individual dels subjetes a través dels objectes que l'envolten.
Dins de les seves obres de temàtica social, s'ha de destacar l'anomenat Tríptico do rio, que consta de les obres O cão sem plumas (1950), O Rio ou Relação da viagem que faz o Capibaribe de sua nascente à Cidade do Recife (1954), Quaderna (1960) i Morte e Vida Severina (1966). En aquestes obres s'aborden les modificacions i les persistències històriques a partir de les transformacions del paisatge i les contradiccions socials de l'explotació econòmica. La forta relació del poeta amb la seva regió, Pernambuco, té una presència constant a la seva poesia. Les elaboracions poètiques de la identitat pernambucana seguiran apareixent a Dois Parlamentos (1960), Museu de tudo (1975), A escola das facas (1980)
A Paisagens com Figuras (1955) el llibre estableix una correlació entre dos paisatges físics i culturals: el paisatge pernambucà i el paisatge andalús. Busca suspendre, sobretot, les diferències significatives i ressaltar les afinitats a partir d'un hibridisme de llenguatges i d'una expressivitat onírica. El paisatge andalús reapareixerà als seus últims llibres: Crime na Calle Relator (1987), on el poeta experimenta amb el poema narratiu; així com a les construccions en mirall del llibre Sevilha Andando (1990), que juga amb la personificiació femenina de la ciutat andalusa.
Al seu assaig Educação pela pedra (1966), segueix la seva reflexió estètica accentuant el caràcter pedagògic de la poesia, i la seva capacitat pel coneixement de la realitat, per l'aprehensió ètica i estètica de la realitat. La metàfora de la pedra representa el grau de dificultat implícit que aquesta tasca d'aprenentatge exigeix. Cabral farà un petit retorn a poesia més formal –però coherent amb la seva poètica– amb Uma Faca Só Lâmina i els vint poemes dedicats a Murilo Mendes (1901–1975) de Quaderna. A Dois parlamentos (1960) retorna el tema de Pernambuco. El regionalisme de Cabral no és un folclorisme acrític. Cabral presenta un Pernambuco multiforme, complex i contradictori. Un Pernambuco desigual econòmicament i cultural on la dominació de classe té un paper clau en un univers social marcat per la injustícia, i on la burgesia latifundista impedeix un desenvolupament regional i nacional equilibrats.

### Poesia
- Pedra do sono (1942)
- Os três mal-amados (1943)
- O engenheiro (1945)
- Psicologia da Composição, com a Fábula de Anfion e Antiode (1947)
- O cão sem plumas (1950)
- O Rio ou Relação da viagem que faz o Capibaribe de sua nascente à Cidade do Recife (1954)
- Quaderna (1960)
- A educação pela pedra (1966)
- Morte e Vida Severina (1966)
- Museu de tudo (1975)
- A escola das facas (1980)
- Auto do frade (1984)
- Agrestes (1985)
- Crime na Calle Relator (1987)
- Primeiros poemas (1990)
- Sevilha andando (1990)

### Assaig
- Considerações do poeta dormindo (1942)
- Joan Miró (1950)
- Poesia e composição (1951)
- Dois parlamentos (1960)